# Fifi Brindacier (film)
Cet article concerne le film d'animation. Pour les autres significations, voir Fifi Brindacier (homonymie).
Pour plus de détails, voir Fiche technique et Distribution.
Fifi Brindacier (titre suédois : Pippi Långstrump) est un long métrage d'animation suédois réalisé par Michael Schaack et Clive A. Smith, et sorti au cinéma en Suède en 1997. 
C'est un dessin animé de fantasy animalière pour la jeunesse, première adaptation cinématographique en trois parties des romans d'Astrid Lindgren consacrés.

## Synopsis
Fifi Brindacier est la fille d'Efraïm Brindacier, un célèbre marin. Alors que Fifi se trouve avec son père sur son navire, subitement, un orage apparaît et le père de Fifi tombe à l'eau. Fifi se retrouve alors orpheline...

C'est alors qu'elle part vivre dans la Villa Villekulla avec Annika et Tommy pour voisins. Carl et bloom, deux bandits, entendent madame Leticia Paradis dire aux policiers de la ville qu’une petite fille du nom de Fifi est seule avec un coffre rempli de pièces d’or. Ils vont donc s’échapper de prison et essayer d’entrer dans la villa Villekulla pour voler l’or. Mais, Fifi ne se laisse pas faire ! Elle installe des pièges à "spling" pendant qu’elle va au cirque avec Tommy et Annika. À son retour, elle découvre que Carl et Bloom sont entrés dans la maison, mais ont été piégés par la charmante petite fille aux taches de rousseurs. Son père revient à ce moment et est content de revoir sa fille. En bref, Fifi Brindacier le film (1997) est un régal pour toute la famille ! 

## Fiche technique
- Titre français : Fifi Brindacier
- Titre original : Pippi Långstrump
- Réalisation :  Michael Schaack, Clive A. Smith
- Scénario : Catharina Stackelberg
- Musique : Anders Berglund
- Production : Waldemar Bergendahl, Michael Hirsh et Clive A. Smith
- Sociétés de production : Nelvana, Svensk Filmindustri, IdunaFilm et TFC Trickompany
- Pays d'origine :  Suède
- Langue : suédois
- Format : couleur
- Son : Dolby
- Durée : 75 minutes
- Date de sortie : 
  - Suède :3 octobre 1997

## Distribution

### Voix originales
- Elin Larsson : Pippi Långstrump
- Jasmine Heikura : Annika Settergren
- Maximilian Wallér Zandén : Tommy Settergren
- Börje Ahlstedt : Kapten Efraim Långstrump
- Marika Lindström : Fru Settergren
- Samuel Fröler : M. Settergren
- Jan Sigurd : Kling
- Tomas Bolme : Klang
- Peter Carlsson : Dunder-Karlsson
- Pontus Gustafsson : Blom
- Wallis Grahn : Fru Pryselius
- Gunilla Röör : Lärarinnan
- Leif Andrée : Cirkusdirektören
- Pia Johansson : Fru Kling
- Catti Edfeldt : Fru Klang
- Tommy Johnson : Fridolf

### Voix françaises
- Charlyne Pestel : Fifi Brindacier
- Kelly Marot : Annika Settergren
- Naïke Fauveau : Annika Settergren (voix chantée)
- Donald Reignoux : Tommy Settergren
- Christian Pélissier : Capitaine Efraim Brindacier
- Marie Gamory : Mme Settergren
- Philippe Dumond : M. Settergren
- Liliane Gaudet : Mme Laëtitia Paradis
- Daniel Beretta : Carl le danseur
- Pierre-François Pistorio : Bloom
- Claude Lombard : la maîtresse
- Joseph Falcucci : Fridolf
- Yves Barsacq : Kling et voix additionnelles
- Patricia Legrand : Mme Kling
- Patrice Dozier : Klang
- Marie-Martine : Mme Klang
- Thierry Wermuth : M. Loyal
- Caroline Pascal, Hervé Grull, Renaud Tissier : enfants
- Patrice Schreider et Naïke Fauveau : chœurs